# Ferdinando Galiani

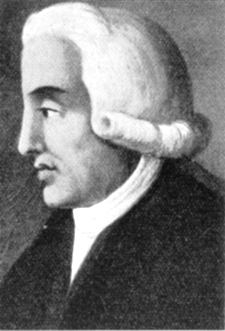
Ferdinando Galiani.

Ferdinando Galiani, född 2 december 1728 i Chieti, död 30 oktober 1787 i Neapel, var en italiensk nationalekonom, filosof och polygraf.
Galiani föregrep med genial intuition den moderna vetenskapen i arbetet Della moneta (1750), vistades 1759-69 i Paris, där hans outtömliga kvickhet renderade honom stora framgångar inom encyklopedisternas kretsar. 
Bland hans arbeten märks Dialogues sur le commerce des bleds (1770), hans samarbete med Giovanni Battista Lorenzi i den kvicka komedin Socrate immaginario (1775) och hans omfattande brevväxling med framstående män och kvinnor, till stor del utgiven.